# Aclerda xalapenseae
Aclerda xalapenseae är en insektsart som beskrevs av Mcconnell 1943. Aclerda xalapenseae ingår i släktet Aclerda och familjen Aclerdidae. Inga underarter finns listade i Catalogue of Life.